# Župan
Župan, u suvremenom smislu, politička je funkcija u Republici Hrvatskoj, a predstavlja nositelja izvršne vlasti u županiji. U povijesnom smislu, župan, odnosno veliki župan, označava visokog dužnosnika koji se nalazio na čelu teritorijalno-organizacijskih jedinica u Hrvatskoj - županija. Funkcija župana pojavljuje se i u mađarskoj tradiciji. U Republici Sloveniji, slovenski izraz župan odgovara hrvatskom izrazu gradonačelnik, odnosno označava čelnika jedinice lokalne samouprave. Doslovni prijevod na strane jezike nije moguć pa se upotrebljava najbliži mogući pojam (engleski: county prefect; francuski: prefét; talijanski: prefetto/presidente regionale; njemački: Bezirkhauptmann, Landrat).

## Povijesni razvoj
Naziv župan prvi se puta spominje u ranom srednjem vijeku, a označavao je visokog dužnosnika koji je bio ili na čelu županije ili neposredno vezan uz vladara i dvor. Kao čelnik županije najvažnije je bila njegova sudska funkcija, dok nije posve jasna uloga župana koji je bio neposredno bio vezan uz vladara (u 9. stoljeću bio je odmah iza vladara, dok u 10. stoljeću tu dužnost preuzima ban). Naziv je vrlo vjerojatno slavenskog podrijetla, a prvotno je zacijelo označavao rodovskog starješinu župe kao rodovske zajednice. U ranom srednjem vijeku bilježi se i na drugim južnoslavenskim područjima od Slovenije do Srbije i Crne Gore. 
U kasnijim razdobljima naziv župan odnosno veliki župan označava isključivo dužnosnika na čelu upravno-teritorijalne jedinice. Županije su u osnovi bile više sudske teritorijalno-organizacijske jedinice negoli upravne, jer su upravne poslove vršili sudski organi kao izvršni organi bana i Sabora. Ono što je spadalo u nadležnost velikih župana koji su bili na čelu županije, i županijskim službenicima, bilo je vršenje sudskih funkcija. Svi poslovi županije izvan sudskih činili su njezinu izvršnu funkciju. Sabor je oduvijek rješavao, vladao i upravljao zajedno s banom snagama županije konzultirajući se međusobno u svim pitanjima javnog interesa, uprave, vojske i financija u tim županijama. Kralj nije imenovao velike župane. U zagrebačkoj i križevačkoj županiji velikog je župana zapravo imenovao ban, jer je viceban, kojega je on prilikom instalacije birao, bio ujedno i veliki župan tih županija. U varaždinskoj su županiji pak 1607. – 1845. nasljedni veliki župani bili grofovi Erdödy. To nije bitno mijenjalo status te županije prema Saboru, jer su veliki župani po svojoj zakletvi bili u prvom redu sudski organi. Veliki župani su također imenovali vicežupana uz suglasnost županijske skupštine, vršili su nadzor nad njegovim radom, te radom plemićkih sudaca i podsudaca, određivali su mjere radi pospješivanje rada sudstva, sazivali županijske skupštine i dr. Sve to nije bilo u protivnosti s nadležnostima bana i Sabora jer se veliki župan ponajprije morao brinuti za čuvanje zakonitosti i izvršavanje saborskih i banskih odluka. Ban je 1715. izgubio pravo imenovanja velikog župana zagrebačkog i križevačkog (varaždinska je županija ionako bila nasljedna) i to je pravo vraćeno kralju. Viceban je time izgubio na ugledu jer je prestao istodobno biti veliki župan zagrebački i križevački. Vicežupani su sudili u građanskom i kaznenom postupku. U građanskom postupku bili su ovlašteni suditi u sporovima okupacije oranica, livada i šuma ako sporna površina nije bila veća od deset jutara, likvidnih dugova i založnog prava, ako vrijednost duga ili zaloga nije bila manja od 25, a veća od 50 florena. U kaznenom postupku vicežupani su imali ius gladii tj. pravo kaznene sudbenosti pa su bili nadležni suditi zbog nasilja neplemića i plemića jednoselaca te zbog obeščašćenja. U varaždinskoj županiji sudili su i zbog svakog razbojstva, što je kasnije prošireno i na ostale županije, zatim zbog krivotvorenja novca i nepravilnog mijenjanja novca, zbog izvoza robe čiji je izvoz zabranio Sabor, zbog bijega kmeta sa svoga selišta i napokon vršili su istražni postupak za sve prijestupe i zločine za koje je bio nadležan Banski oktavalni sud. 
Kad su 1745. oformljene virovitička, srijemska i požeška županija (tzv. slavonske županije; zagrebačka, križevačka, varaždinska smatraju se od 16. st. "hrvatskim" županijama, iako su prije toga one predstavljale nukleus srednjovjekovne Slavonije); one su uređene prema ugarskom uzoru, njihove je velike župane imenovao kralj i one su direktno slale zastupnike na zajednički sabor. 1756. preuređene su i ostale tri županije. Utjecaj bana i Sabora na njih se smanjio. Velikog župana imenovao je i plaćao kralj, a ostali županijski službenici birali su se svake treće godine iz redova plemića u županijskim skupštinama na prijedlog velikog župana. To se zvalo restauracija.
Funkcija župana pojavljuje se i u mađarskoj tradiciji.

### Razvoj funkcije u Republici Hrvatskoj
Ustavom Republike Hrvatske iz 1990. godine županije su određene kao jedinice lokalne uprave i samouprave. Županijski sustav uveden je 1993. godine, čemu je prethodilo donošenje Zakona o lokalnoj samoupravi i upravi, Zakona o područjima županija, gradova i općina u Republici Hrvatskoj te provedba prvih lokalnih izbora 1993. godine. Tijekom 1990-ih uloga župana bila je dvojaka – istovremeno je bio čelnik županije (samoupravni djelokrug) te županijskih ureda kao tijela državne uprave (upravni djelokrug). Župana je birala županijska skupština većinom glasova svih članova, dok je izbor župana potvrđivao Predsjednik Republike Hrvatske na prijedlog Vlade Republike Hrvatske. Ako je Predsjednik Republike odbio potvrditi izbor župana, županijska skupština bila je dužna u roku od 14 dana izabrati drugog župana, a ako Predsjednik Republike ponovno ne bi potvrdio izbor župana, sam bi imenovao župana te županije. Takve odredbe bile su posljedica centraliziranog državnog sustava. 
Krajem 1990-ih dolazi do razdvajanje uprave od samoupravne uloge župana, pa župan postaje čelnik tijela državne uprave na području županije koji vrši nadzor zakonitosti rada i akata jedinica lokalne samouprave, a kojeg imenuje Predsjednik Republike, dok je županijski načelnik postao nositeljem izvršne vlasti u županiji te obavljao dodijeljene poslove iz samoupravnog djelokruga županije (taj sustav nije nikad primijenjen).
Ustavnim promjenama 2001. godine nastavljen je postupak k stvaranju boljih pretpostavki za razvoj lokalne samouprave, odnosno njezinu sve većem osamostaljivanju (decentraliziranje). Županija postaje jedinica područne (regionalne) samouprave, a župan se od 2008. bira na neposrednim izborima i obnaša izvršnu vlast u jedinicama područne (regionalne) samouprave (županije); dok nadzor zakonitosti i dekoncentrirane ovlasti središnjih tijela prelazi u ruke, od Vlade imenovanog, pročelnika Ureda državne uprave koji se ustanovljuju u svakoj županiji umjesto nekadašnjih županijskih ureda.

## Izbori i funkcije župana u Republici Hrvatskoj
Župan je izvršno tijelo županije. 
Župan i zamjenici župana biraju se na neposrednim izborima na vrijeme od četiri godine. Redoviti izbori župana održavaju se svake četvrte godine, istodobno s izborima za članove predstavničkih tijela jedinica lokalne i područne (regionalne) samouprave. Izbore raspisuje Vlada Republike Hrvatske. Mandat župana i njihovih zamjenika može prestati i prije isteka četverogodišnjeg mandata, pa se u tom slučaju provode prijevremeni izbori. Župani se biraju većinskim izbornim sustavom u kojem cijelo područje županije čini jednu izbornu jedinicu. Za župana je izabran kandidat koji na izborima dobije više od 50% glasova birača koji su glasovali (prvi krug izbora). Ako niti jedan kandidat ne dobije većinu glasova u prvom krugu izbora, održavaju se ponovljeni izbori (drugi krug izbora) četrnaesti dan nakon dana održavanja prvoga kruga izbora. U drugom krugu izbora sudjeluju dva kandidata s najviše glasova u prvom krugu izbora. U drugom krugu izbora izabran je kandidat koji dobije veći broj glasova birača koji su glasovali.
Župan zastupa županiju. Župan:
- priprema prijedloge općih akata,
- izvršava ili osigurava izvršavanje općih akata predstavničkog tijela (županijske skupštine),
- usmjerava djelovanje upravnih tijela županije u obavljanju poslova iz njihovoga samoupravnog djelokruga te nadzire njihov rad,
- upravlja nekretninama i pokretninama u vlasništvu županije kao i njezinim prihodima i rashodima, u skladu sa zakonom i statutom,
- odlučuje o stjecanju i otuđivanju pokretnina i nekretnina županije čija pojedinačna vrijednostne prelazi 0,5% iznosa prihoda bez primitaka ostvarenih u godini koja prethodi godini u kojoj se odlučuje o stjecanju i otuđivanju pokretnina i nekretnina, a najviše do 1.000.000 (jedan milijun) kuna, te ako je stjecanje i otuđivanje nekretnina i pokretnina planirano u proračunu, a stjecanje i otuđivanje pokretnina i nekretnina provedeno u skladu sa zakonskim propisima,
- obavlja i druge poslove utvrđene statutom.

Odgovoran je središnjim tijelima državne uprave za obavljanje poslova državne uprave prenijetih u djelokrug tijela županije.